# John Toshack
John Benjamin Toshack (ur. 22 marca 1949 w Cardiff) - walijski trener piłkarski, były selekcjoner narodowej reprezentacji Macedonii Północnej.

## Kariera zawodnicza
Jako zawodnik grał w Cardiff City F.C., następnie zaś, od 1970 roku w Liverpoolu. Zdobył tam 96 goli, przyczniając się do wywalczenia przez "The Reds" tytułu mistrzów kraju w latach 1973, 1976 i 1977. Po zmaganiach z licznymi kontuzjami, zakończył swą karierę w Swansea City.

## Kariera trenerska
W roku 1984, po mniejszych sukcesach jako trener niewielkich klubów z Wysp Brytyjskich, Toshack otrzymał posadę szkoleniowca portugalskiego Sportingu. Pracował tam jednak jedynie przez sezon. Największe sukcesy trenerskie przyszły po wyjeździe do Hiszpanii, gdzie Walijczyk prowadził dwukrotnie Real Madryt, trzykrotnie Real Sociedad, a także po razie Deportivo La Coruña i Real Murcia. Był także szkoleniowcem tureckiego Beşiktaş JK i francuskiego AS Saint-Étienne. W 1994 roku po raz pierwszy objął posadę selekcjonera swej narodowej reprezentacji, jednak zakończył pracę na tym stanowisku po zaledwie 41 dniach, rezygnując po porażce 1:3 z Norwegią. Trenerem kadry został jednak ponownie, wracając w roku 2004, lecz w 2010 został zwolniony. W 2011 został selekcjonerem reprezentacji Macedonii a 12 sierpnia 2012 przestał pełnić tę funkcję.
W 2013 roku był trenerem azerskiego Xəzər Lenkoran.